# Cirrhilabrus finifenmaa
Cirrhilabrus finifenmaa – gatunek ryby okoniokształtnej z rodziny wargaczowatych.

## Występowanie
Żyje na głębokości od 40 do 70 m w ekosystemach raf koralowych w rejonie Malediwów i Sri Lanki. Wyróżniony na podstawie cech anatomicznych, fenotypowych i genetycznych, wcześniej uznawany za dojrzałą postać gatunku Cirrhilabrus rubrisquamis.

## Opis
Gatunek ten występuje przeważnie w odcieniach fioletu i czerwieni. Osiąga około 7 centymetrów długości.